# Ni mas ni menos
Ni plus ni moins
L'eau-forte Ni mas ni menos (en français Ni plus ni moins) est une gravure de la série Los caprichos du peintre espagnol Francisco de Goya. Publiée en 1799, elle porte le numéro 41 dans la série des 80 gravures de Los caprichos.

## Interprétations de la gravure
Il existe divers manuscrits contemporains qui expliquent les planches des Caprichos. Celui qui se trouve au Musée du Prado est considéré comme un autographe de Goya, mais semble plutôt chercher à dissimuler et à trouver un sens moralisateur qui masque le sens plus risqué pour l'auteur. Deux autres, celui qui appartient à Ayala et celui qui se trouve à la Bibliothèque nationale, soulignent la signification plus décapante des planches.
- Explication de cette gravure dans le manuscrit du Musée du Prado :
Hace bien en retratarse: así sabrán quien es los que no le conozcan ni hayan visto
(Il fait bien de se faire faire le portrait: ainsi on saura ceux qui ne le connaissent pas ni ne l'ont jamais vu)[3].

- Manuscrit de Ayala :
Hace bien en retratarse el Sr. Golilla. Así sabrán quien es los que no le hayan visto.
(Il fait bien de se faire faire le portrait le Sr Golilla[4]. Ainsi on saura ceux qui ne l'ont jamais vu)[3].

- Manuscrit de la Bibliothèque nationale :
Un animal que se hace retratar, no dejará de parecer por eso animal, aunque se le pinte con su golilla y afectada gravedad.
(Un animal qui se faire faire le portrait, ne cessera de paraître cet animal, même si on le peint avec son jabot et sa gravité affectée)[3].

Il s'agit clairement d'une critique de ceux qui se font faire le portrait pour la postérité.

## Technique de la gravure

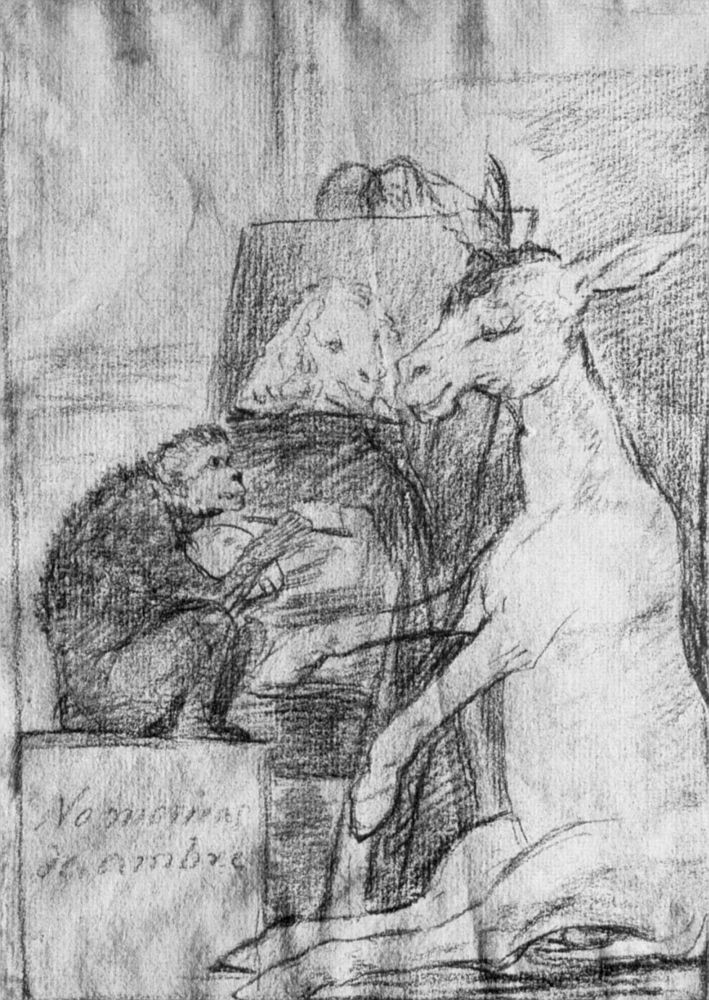
Dessin préparatoire.

L'estampe mesure 197 × 149 mm sur une feuille de papier de 306 × 201 mm.
Goya a utilisé l'eau-forte, l'aquatinte, la pointe sèche et le burin.
Le dessin préparatoire est à la sanguine. Sur le piédestal dessous le singe, Goya a écrit No moriras / de ambre (Tu ne mourras pas de faim). Dans le coin supérieur droit, au crayon est écrit 56. Dans le coin inférieur gauche, au crayon est écrit 26. Le dessin préparatoire mesure 205 × 146 mm.

## Catalogue
- Numéro de catalogue G02129 de l'estampe au Musée du Prado.
- Numéro de catalogue D04381 du dessin préparatoire au Musée du Prado.

### Les estampes de la série des Âneries
- Capricho nº 37 : Si sabrá mas el discipulo?
- Capricho nº 38 : Brabisimo!
- Capricho nº 39 : Asta su Abuelo
- Capricho nº 40 : De que mal morira?
- Capricho nº 41 : Ni más ni menos
- Capricho nº 42 : Tu que no puedes